# Бодран
Бодран e музикален перкусионен инструмент от групата на мембранофонните инструменти.
Бодранът е вид дайре без зилове с диаметър около 41 см и дълбочина на корпуса около 13 см. Мембраната му се изработва от кожа на коза или кенгуру или от изкуствен материал.
Инструментът има ирландски произход.
Известни изпълнители на бодран са Steve Wehmeyer, Tristan Rosenstock, Johnny Norton.